# Schwarzbach (Brandeburgo)
Schwarzbach (in lusaziano Čorna Woda) è un comune di 640 abitanti del Brandeburgo, in Germania.

Appartiene al circondario dell'Oberspreewald-Lusazia ed è parte dell'Amt Ruhland.

## Geografia antropica

### Suddivisioni amministrative
Il territorio comunale comprende il centro abitato di Schwarzbach e la località di Biehlen; non vi sono frazioni.